# 1991 VY3
1991 VY3 är en asteroid i huvudbältet som upptäcktes den 11 november 1991 av de båda japanska astronomerna Seiji Ueda och Hiroshi Kaneda i Kushiro.
Asteroiden har en diameter på ungefär 13 kilometer och den tillhör asteroidgruppen Themis.